# Anton Tinnerholm
Anton Lars Tinnerholm (* 26. února 1991, Linköping, Švédsko) je švédský fotbalový obránce a reprezentant, který v současné době hraje v klubu Malmö FF.

## Klubová kariéra
Ve Švédsku hrál profesionálně kopanou v klubech Åtvidabergs FF a Malmö FF.

## Reprezentační kariéra
V A-mužstvu Švédska debutoval 15. ledna 2015 v přátelském utkání v Abú Dhabí proti týmu Pobřeží slonoviny (výhra 2:0).